# Prunus fujianensis
Prunus fujianensis är en rosväxtart som först beskrevs av Yong Tian Chang, och fick sitt nu gällande namn av Jun Wen. Prunus fujianensis ingår i släktet prunusar, och familjen rosväxter. Inga underarter finns listade i Catalogue of Life.